# Edmond Gates
Edmond Gates, detto Clyde (Vernon, 13 giugno 1986), è un giocatore di football americano statunitense che gioca nel ruolo di wide receiver per i New York Jets della National Football League (NFL). Fu scelto nel corso del quarto giro (111º assoluto) del Draft NFL 2011 dai Miami Dolphins. Al college ha giocato a football alla Abilene Christian University.

## Carriera professionistica

### Miami Dolphins
Gates fu scelto nel corso del giro del Draft 2011 dai Miami Dolphins. Nella sua stagione da rookie disputò 15 partite, nessuna delle quali come titolare, ricevendo un totale 19 yard. Il 31 agosto 2012 fu svincolato.

### New York Jets
Il 1º settembre 2012, Gates firmò coi Jets. Nella stagione 2012 disputò 11 gare, incluse le prime due in carriera come titolare, ricevendo 16 passaggi per 224 yard.

## Vittorie e premi
Nessuno

## Statistiche
| Partite totali             | 32  |
| Partite totali da titolare | 4   |
| Ricezioni                  | 30  |
| Yard su ricezione          | 365 |
| Touchdown su ricezione     | 0   |

Statistiche aggiornate alla stagione 2013